# Belga EU-elnökség (2010)
2010 második felében működött a belga EU-elnökség, ami azt jelenti, hogy ebben a fél évben Belgium látta el az Európai Unió egyik csúcsszervének, az Európai Tanácsnak a soros elnöki feladatait. A belga elnökség a harmadik elnöki trojka középső tagja, a spanyol elnökség előzte meg és a magyar elnökség követi, 2011 első felében.
Bár az elnöki periódus megkezdése óta Belgiumot az Yves Leterme miniszterelnök vezette ügyvivő kormány irányította, ez nem okozott különösebb problémát, mivel Belgiumnak ez már a tizenkettedik elnökségi ciklusa volt, így jelentős tapasztalattal rendelkezett. A legtöbb tanácsi testület munkáját azért sem érintette a belga ügyvivő kormányzás, mert eleve az erős legitimitású, a 2010-es belga általános választások által nem érintett régiós vezetés szerepeltette magát ezekben.
A lisszaboni szerződés miatt nem a soros EU-elnök ország adja automatikusan az EU-tanács elnökét, hanem azt két és fél évre választják: 2009. december 1-jétől a Tanács elnöke a szintén belga politikus Herman Van Rompuy, aki 2008. december 30. és 2009. november 25. között Belgium miniszterelnöke volt.
Az Általános Ügyek és Külkapcsolatok Tanácsából a lisszaboni szerződés által leválasztott Külügyek Tanácsát immár nem a soros elnökségi ország külügyminisztere, hanem az EU külügyminisztere, Cathy Ashton vezette – a delegált belga külügyminiszter Steven Vanackere (CD&V).

## Az elnökség témái
A spanyol EU-elnökség által tervezett prioritásokat, és a triópartnerekkel együtt bemutatott közös, 18 hónapos program főbb pontjait is figyelembe vevő elnökségi programot június 16-án fogadta el a belga miniszterelnöki kabinet és a Belgiumot alkotó régiók képviselői. A programpontok:
- Társadalmi-gazdasági ügyek: a jelenlegi gazdasági válság leküzdése a növekedés újraindításán keresztül, melyhez a pénzügyi piacok nagyobb felügyeletét biztosító intézkedések szolgálnak eszközül; a zöld munkahelyek, az innováció és a „zöld tudásalapú gazdaságba” való átmenet támogatása.
- Szociális ügyek: a társadalmi kohézió támogatása a szegénység elleni küzdelem révén, melyről Yves Leterme miniszterelnök azt nyilatkozta, „nagyon fontos a szemünkben”; haladás a közérdekű szolgáltatások terén; az egészségügy, az öregedés, és a nyugdíjreform terén hangsúlyozni az EU hozzáadott értékét.
- Környezet és klímaváltozás: a zöld gazdaságra való átállás; felkészülés a decemberi, mexikói (cancúni) ENSZ-klímakonferenciára; az adórendszer módosítása annak érdekében, hogy illeszkedjen más uniós célokhoz, mint például a foglalkoztatás, energia, közlekedés és az üvegházhatást okozó gázok kibocsátásának csökkentése.
- Bel- és igazságügyek: a 2009-ben, a svéd elnökség alatt indított Stockholm-program[4] végrehajtása; a bírósági döntések kölcsönös elismerésének gyakorlatba való átültetése.
- Külkapcsolatok: az EU bővítésének folytatása; az EU új diplomáciai testülete, az Európai Külügyi Szolgálat felállítása.

2010. július 17-én az Európai Tanács döntött a csatlakozási tárgyalások megkezdéséről Izlanddal, és a remények szerint Horvátországgal is befejeződnek az év végére a tárgyalások, hogy a magyar EU-elnökség alatt már a csatlakozási szerződés is aláírásra kerülhessen.
Pontot terveztek tenni egy 2003 óta húzódó ügyre, az egységes európai szabadalmi rendszer létrehozására, ám a megegyezést a nyelvi kérdések hátráltatták.

## Fordítás
- Ez a szócikk részben vagy egészben a Belgische EU-Ratspräsidentschaft 2010 című német Wikipédia-szócikk ezen változatának fordításán alapul.  Az eredeti cikk szerkesztőit annak laptörténete sorolja fel. Ez a jelzés csupán a megfogalmazás eredetét és a szerzői jogokat jelzi, nem szolgál a cikkben szereplő információk forrásmegjelöléseként.